# V393 Большого Пса
V393 Большого Пса (лат. V393 Canis Majoris), HD 55690 — одиночная переменная звезда в созвездии Большого Пса на расстоянии приблизительно 2327 световых лет (около 713 парсеков) от Солнца. Видимая звёздная величина звезды — от +8,4m до +8m.

## Характеристики
V393 Большого Пса — красный гигант, пульсирующая полуправильная переменная звезда типа SRB (SRB) спектрального класса M5III или M4.